# 古賀允洋
古賀 允洋（こが よしひろ、1938年 - 2020年4月13日 ）は、日本のドイツ語学者。熊本大学名誉教授。長崎県出身。

## 経歴
1938年長崎県生まれ。長崎県立長崎東高等学校、1964年東京大学文学部ドイツ文学科卒業、1966年同大学大学院人文科学研究科（現：東京大学大学院人文社会系研究科）独語独文学専門課程修士課程修了。同年4月熊本大学に着任、同大学文学部教授などを歴任し（その間ドイツ学術交流会の奨学金によりザールブリュッケン大学に留学）、2004年に退官、名誉教授。

## 受賞歴
- ドイツ語学文学振興会奨励賞―受賞論文 "Die Litotes im Tristan Gottfrieds von Straßburg"（『ドイツ文学』46号）[6]

## 著書
- 『演習中高ドイツ語文法』大学書林、1979年。
- 『中高ドイツ語』大学書林、1982年。
- 『現代ドイツ語文法』評論社、1983年。ISBN 978-4566057081
- 『クードルーン 中世ドイツ英雄叙事詩』大学書林、1987年。ISBN 978-4475014786
- 『オイレンヴァルト最終便』第三書房、1988年。ISBN 978-4808612719
- 『スザンネとハインツ』第三書房、1988年。ISBN 978-4808610760
- 『ドイツ語会話こんなとき・あんなとき』評論社、1988年。ISBN 978-4566059368
- 『やさしいドイツ語』第三書房、1988年。ISBN 978-4808610951
- 『ドイツ語練習問題集』第三書房、1989年。ISBN 978-4808611606
- 『ドイツ語文法入門』評論社、1990年。ISBN 978-4566057586
- 『ブルンネン・ドイツ文法』郁文堂、1994年。ISBN 978-4261010879
- 『メモリー・ドイツ文法 Ver2.0 Kernpunkte der deutschen Gramm』同学社、1994年。ISBN 978-4810208337
- 『ティップス・ドイツ語』東洋出版、1995年。ISBN 978-4809600333
- 『初級読本 ドイツの町々から』朝日出版社、1996年。ISBN 978-4255251097
- 『カード式 超基礎ドイツ単語400』第三書房、1997年。ISBN 978-4808601027
- 『中高ドイツ語』大学書林、1998年。ISBN 978-4475014649
- 『独検対応ドイツ文法』朝日出版社、2000年。ISBN 978-4255252124

### 編著
- 古賀允洋・常葉謙二・鈴木桂樹編『国際社会の近代と現代』九州大学出版会、1997年。ISBN 487378509X
- 古賀允洋編『中高ドイツ語辞典』大学書林、2011年。ISBN 978-4475001632

### 共著
- ハンスイエルクマイヤー・古賀允洋『こんなときドイツ語でどう言うか』評論社、1988年。ISBN 978-4566059085
- B.シューベルト・古賀允洋『バラの巡礼 楽園とペリ』第三書房、1988年。ISBN 978-4808615369
- 山本明・古賀允洋『教室と自修のためのドイツ語入門』同学社、1992年。ISBN 978-4810200218
- 浜川祥枝・古賀允洋『新スケッチ・ドイツ文法』白水社、2000年。ISBN 978-4560013090

## 翻訳
- 『ラファエルロ』評論社、1980年。
- パウル・マール『いつも土よう日ドヨンの日』評論社、1990年。ISBN 978-4566012431
- マンフレート・ゲルラッハ『英語史序説』英潮社、1992年。ISBN 978-4268001351
- 『王女クードルーン』講談社、1996年。ISBN 978-4061592520
- エルンスト・ライズィ『英語意味論実践』荒竹、2002年。ISBN 487043153X